# Цвейба Ахрік Сократович
А́хрік Сокра́тович Цве́йба (рос. Цвейба Ахрик Сократович, абх. Цәеиба Ахрик Сократ-иҧа, груз. ახრიკ სოკრატეს ძე ცვეიბა, нар. 10 вересня 1966, Ґудаута, Грузинська РСР, СРСР) — колишній радянський, російський та український футболіст, захисник; майстер спорту (1989). Етнічний абхаз.

## Біографія
Вихованець футбольної школи міста Ґудаута. Першим тренером був Володимир Астамурович Шамба.

У 17 років потрапив до сухумського «Динамо». Однак на зборах на олімпійській базі в Ешерах його помітили тренери СКА (Хабаровськ), за який він відіграв 3 місяці. Фактично, це був призов до армії, який скінчився передчасно завдяки інтересу до Ахріка тбіліського «Динамо».
Дебютував у складі тбілісців Цвейба у 1985 році в матчі проти «Кайрата». Саме у складі грузинської команди почав досягати перших успіхів як гравець. Завдяки надійності та самовіддачі отримав виклик до збірної Радянського Союзу. Проте на одному з останніх тренувань перед Чемпіонатом світу 1990 отримав травму у зіткненні з Іваном Яремчуком і на полі так і не з'явився.
Запрошення до київського «Динамо» отримав прямо у літаку під час повернення збірної зі світової першості. Валерій Лобановський запропонував захиснику тбілісців перебратися до Києва через те, що Грузія планувала проводити власний чемпіонат. Цвейба прийняв пропозицію «метра», бажаючи продовжити виступи у чемпіонаті СРСР.
Опинившись у столиці України, захисник одразу ж отримав місце в основному складі. Сезон складався для Ахріка просто чудово — разом з київським клубом Цвейба виграв Чемпіонат та Кубок Радянського Союзу. А у 1991 отримав запрошення від лондонського «Тоттенхема», причому представники англійського клубу вже виїжджали в аеропорт для зустрічі з Цвейбою, проте він відповів відмовою. Як зізнався сам футболіст, для цього були дві причини: по-перше, дала про себе знати жахлива втома після важкого сезону, а по-друге, через наполегливі прохання «Динамо» допомогти у Лізі Чемпіонів.
Цвейба розраховував залишити київську команду після Чемпіонату Європи 1992 року, втративши мотивацію до виступів у Чемпіонаті України, однак гідних пропозицій не було і він залишився у «Динамо». Під час зимового міжсезоння 1992/93 разом з Олегом Саленком їздив на перегляд до німецького «Карлсруе», проте до підписання контракту справа не дійшла. Повернувшись до Києва, продовжив виступи за «Динамо-2» через те, що головний тренер киян Михайло Фоменко більше не бачив його у стартовому складі.
У середині 1993 року Цвейба опинився у Росії, де виступав за «КамАЗ». А вже у 1994 поїхав до Японії, де його особистий агент підшукав непоганий варіант. Так Ахрік став гравцем клубу «Гамба Осака», у якому компанію йому склали Сергій Алейніков та Олег Протасов.
Достатньо довго погравши у Японії, Цвейба повернувся до Росії і підписав контракт з владикавказькою «Аланією», якою на той час керував Валерій Газзаєв. Проте у клубі з Осетії Ахрік лише дограв сезон і відправився до Китаю.
Китай зустрів Ахріка фантастичним режимом в середині команди та важкими фізичними навантаженнями. Найбільше уваги тренери китайського клубу надавали біговим вправам, так що, за словами самого футболіста, у нього не раз виникала думка, а чи футболіст він взагалі?!
Знаходячись у відпустці в Москві, Цвейба отримав від Павла Яковенка запрошення до «Уралану» і без вагань погодився. У складі елістинського клубу Ахрік провів майже півсотні матчів і залишив клуб.
Після закінчення виступів за «Уралан» всерйоз роздумував над повернення до Китаю, проте сталося так, що опинився у московському «Динамо». Саме в столичному клубі він і завершив кар'єру гравця у віці 35 років.
У 2003 році був призначений на посаду тренера-селекціонера клубу «Торпедо-Металург» (Москва). Однак, як зауважив сам Цвейба в одному з інтерв'ю — тренерська робота не для нього.
Останнім часом виступає за команди ветеранів російського футболу та веде справи деяких гравців як футбольний агент. У 2010 році був призначений віцепрезидентом Федерації Футболу Абхазії.

## Виступи у збірній
Ахрік Цвейба встановив своєрідний рекорд, зігравши за свою кар'єру у складі чотирьох збірних. Після розпаду Радянського Союзу він продовжив виступи у збірній СНД, у складі якої взяв участь у Євро-92. Після цього Ахрік відіграв одну неофіційну гру за збірну України (26 серпня 1992 проти збірної Угорщини), а у 1997 прийняв пропозицію Федерації футболу Росії приєднатися до збірної цієї країни. За словами самого футболіста, він також отримував запрошення до збірної Грузії.

## Досягнення
- Чемпіон СРСР (1990)
- Володар Кубка СРСР (1989/90)
- Чемпіон України (1992/93)
- Срібний призер Чемпіонату України (1992)

## Сім'я
Одружений (дружину звуть Саїда). Має сина Сандро, що також є футболістом (виступав за дублюючий склад московського «Локомотива», а тепер (лютий 2015) грає за угорський «Уйпешт»), а також доньку Анну, яка народилася в Японії, проте не є громадянкою цієї країни.

## Цікаві відомості
- Окрім того, що Цвейба виступав за чотири різні збірні, він також був гравцем чотирьох клубів з назвою «Динамо», які базувалися у Сухумі, Тбілісі, Києві та Москві.
- З абхазької мови ім'я Ахрік перекладається як «скеля». Знаючи про це, після одного з невдалих матчів, тренер тбіліського «Динамо» Герман Зонін сказав: «Подивіться, від нашої скелі одне каміння лишилося».
- Влітку 1996 брав участь у традиційному матчі легіонерів J-ліги проти збірної Японії. Легіонери перемогли, а Цвейба вийшов на поле у стартовому складі.
- Граючи у московському «Динамо», пропонував парі журналісту газети «Спорт-Експрес», який постійно занижував Цвейбі оцінки на шпальтах цього видання. Згідно з умовами парі, в разі підтвердження правильності оцінок незалежним футбольним фахівцем, Ахрік мав залишити футбол, а в разі спростування — закінчити з журналістською справою мав його опонент. Журналіст від парі відмовився.
- Ходили чутки, ніби Цвейба сам зателефонував Лобановському і запропонував свої послуги як гравець «Динамо», однак пізніше Ахрік Сократович це спростував.